# Néon Rýssion
Néon Rýssion (grec moderne : Νέον Ρύσιον) est une localité située dans le dème de Thérmi, dans le district régional de Thessalonique, dans la periphérie de Macédoine-Centrale, en Grèce.
Selon le recensement de 2011, elle compte 2 952 habitants.